# Inaros
Inaros (overleden 455 v.Chr.) was een prins uit het inheemse koninklijk huis van Egypte in de eerste Perzische tijd.
Inaros was de zoon van Psamtik III, de laatste farao van de 26e dynastie van Egypte. In 460 v.Chr. kwam hij  in opstand met steun van de Grieken van Athene en een andere prins van koninklijken bloede, namelijk Amyrteus (de grootvader van de latere farao Amyrteus, die de 27e dynastie zou stichten). 
De opstand hield stand tot 455, maar in dat jaar werd het Griekse expeditieleger vernietigend door de Perzen verslagen en werd Egypte weer een Perzische satrapie. Inaros werd gevangengenomen en na een gevangenschap op het eiland Prosopis naar Perzië vervoerd en daar terechtgesteld.
Inaros is vooral bekend als de hoofdpersoon van de Pedubastis-cyclus.